# Куч-Бихар (дворец)
Дворец Куч-Бихар, также дворец Виктор Джубили — культурно-исторический памятник в Индии в городе Куч-Бихар (штат Западная Бенгалия). Он был спроектирован в 1887 году по образцу Букингемского дворца в Лондоне в период правления махараджи Нрипендры Нараяна.
Дворец знаменит своим изяществом и величественностью. Является собственностью королевской семьи Мантри. Объект представляет собой кирпичное двухэтажное строение в классическом западном стиле площадью 4767 квадратных метров. Сооружение составляет 120 метров в длину, 90 метров в ширину и покоится над землей на высоте 1.45 метра. Первый и второй этажи здания застроены рядами веранд арочной формы с колоннами, расположенными поочередно в один и два ряда. На северном и южном концах дворец немного выступает, а в центре образовано крыльцо для входа в Дурбар. Зал венчает изящной формы металлический купол с цилиндрической решеткой, выполненный в стиле архитектуры Ренессанса. Он находится на высоте 38 метров от земли. Основание купола украшено резным орнаментом, поддерживают его коринфские колонны. Благодаря этому вся поверхность выглядит пестрой. Во дворце есть много разных залов и комнат, которые включают в себя гардеробную, спальню, гостиную, столовую, бильярдный зал, библиотеку, тошакхану (сокровищницу), дамскую галерею и вестибюли. Предметы и драгоценности, которые прежде были в этих залах и комнатах, ныне утрачены.

## Галерея

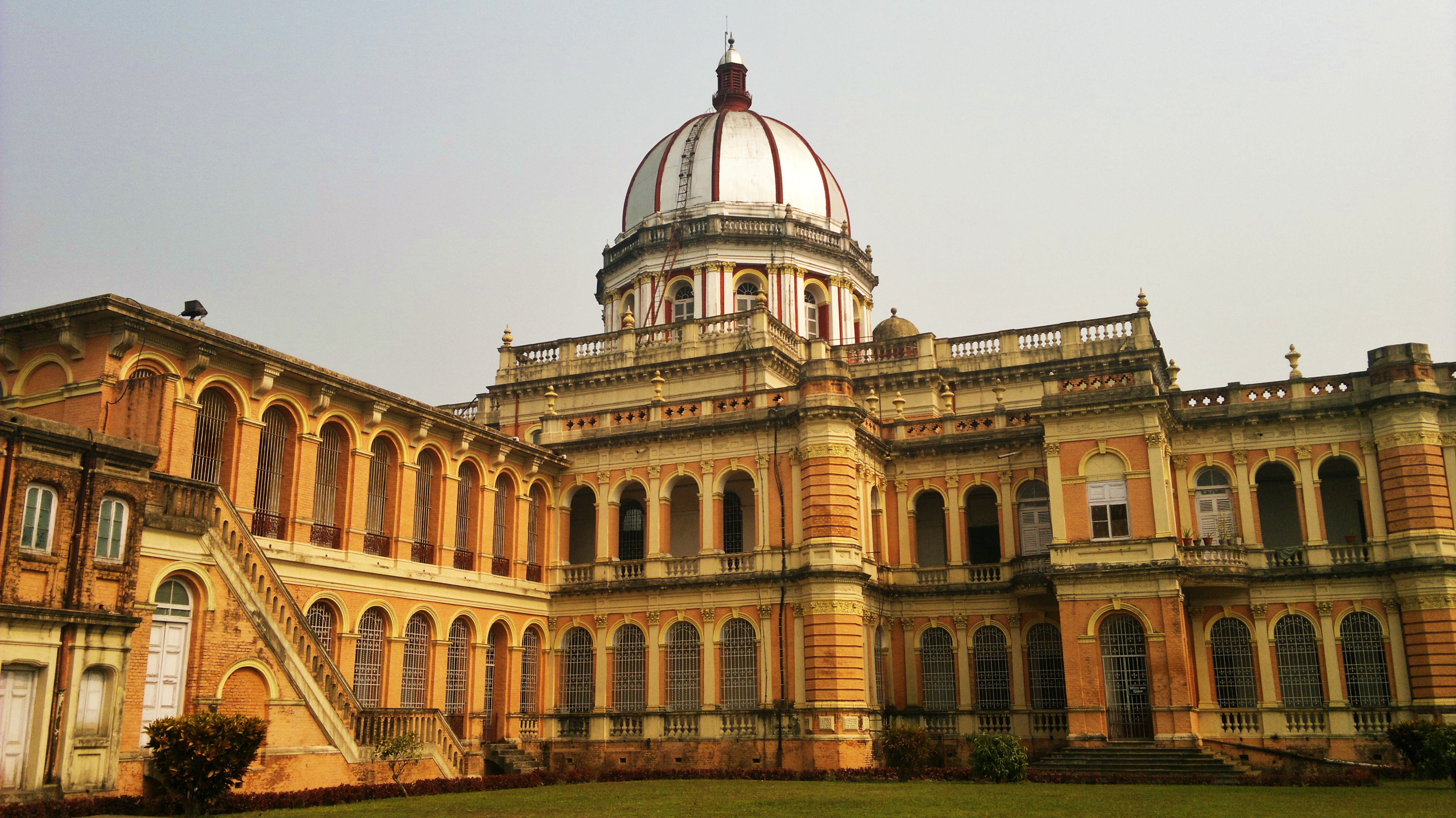
Задняя сторона дворца сохранила оригинальный цвет монумента

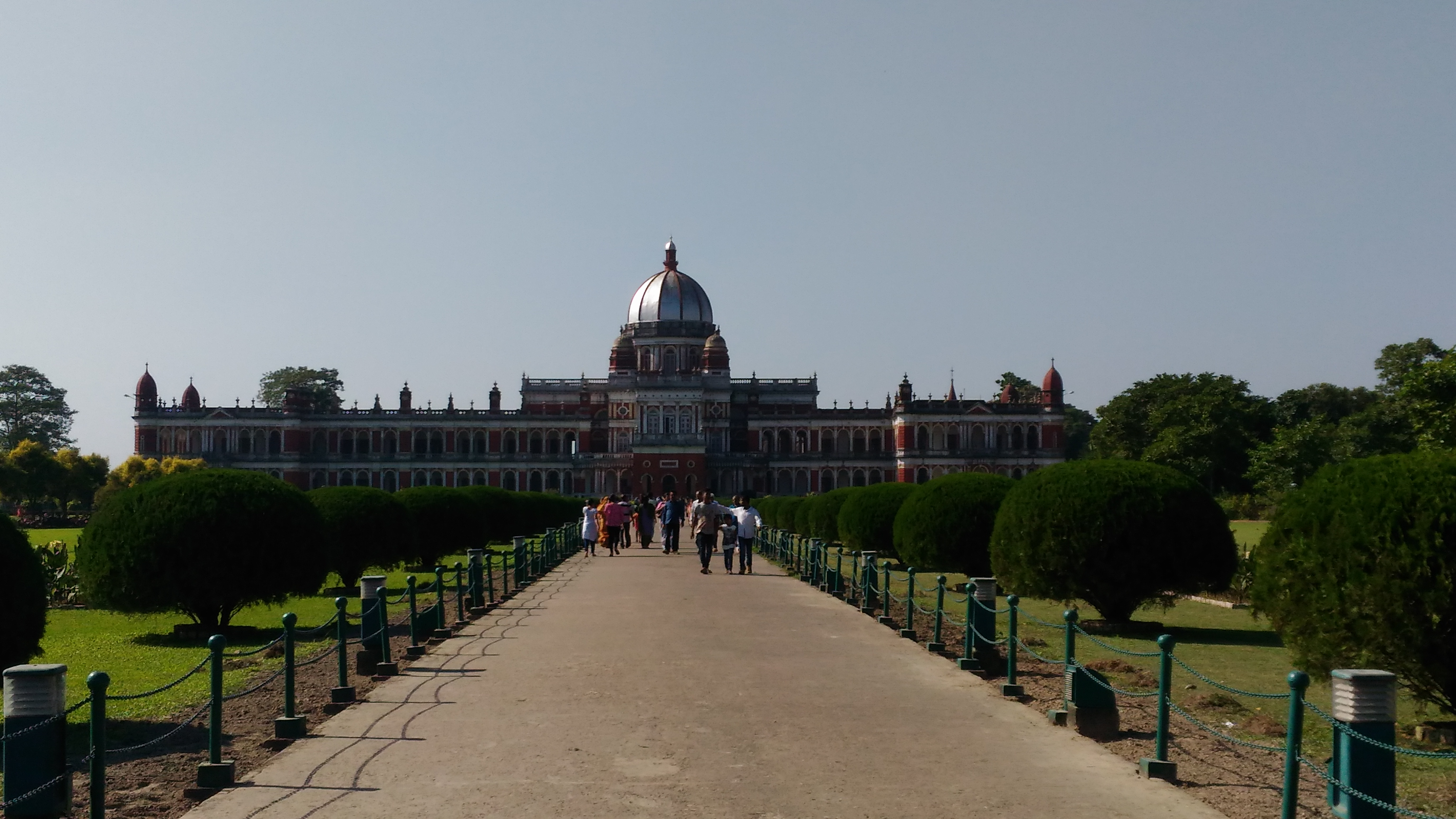
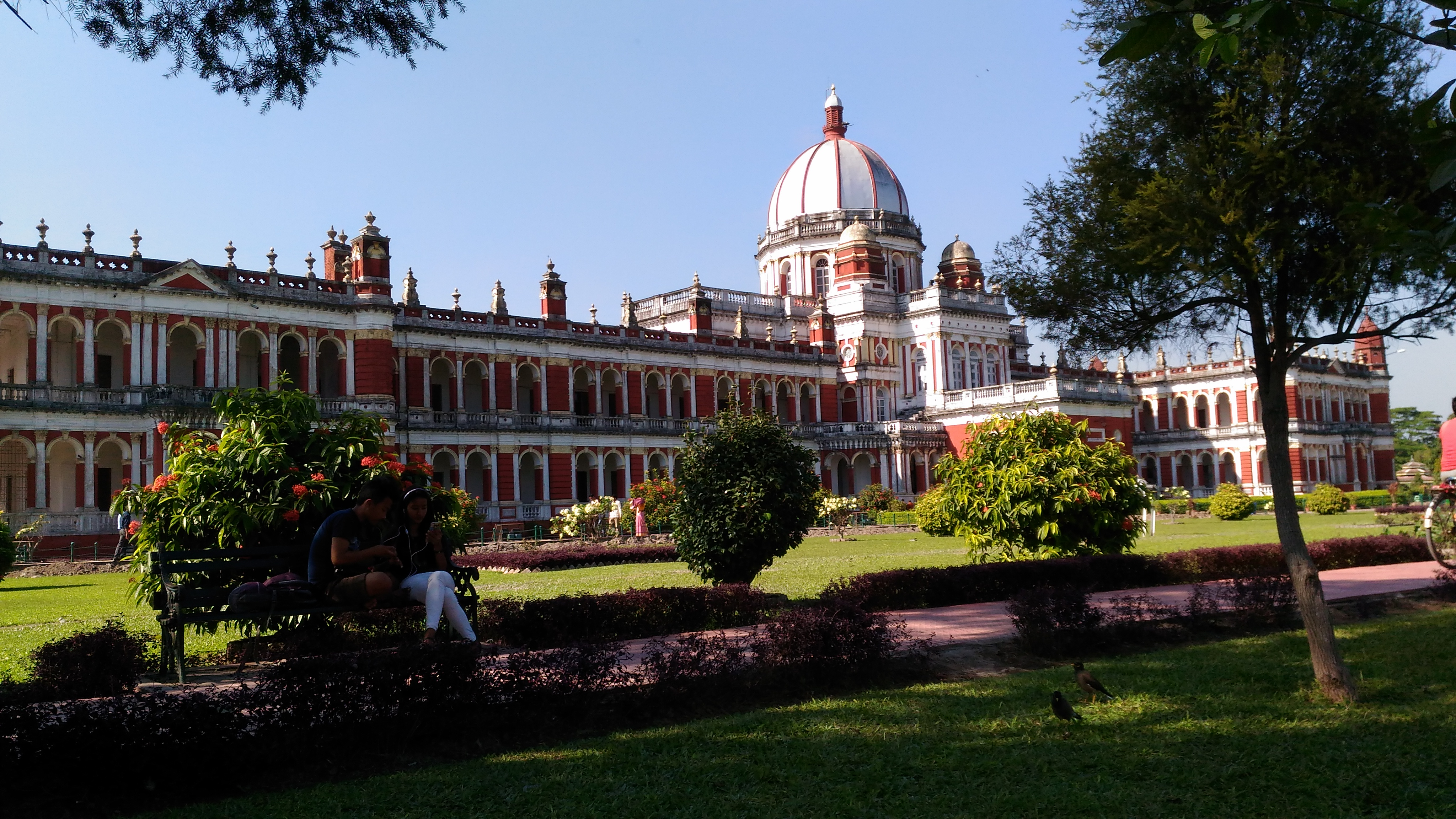
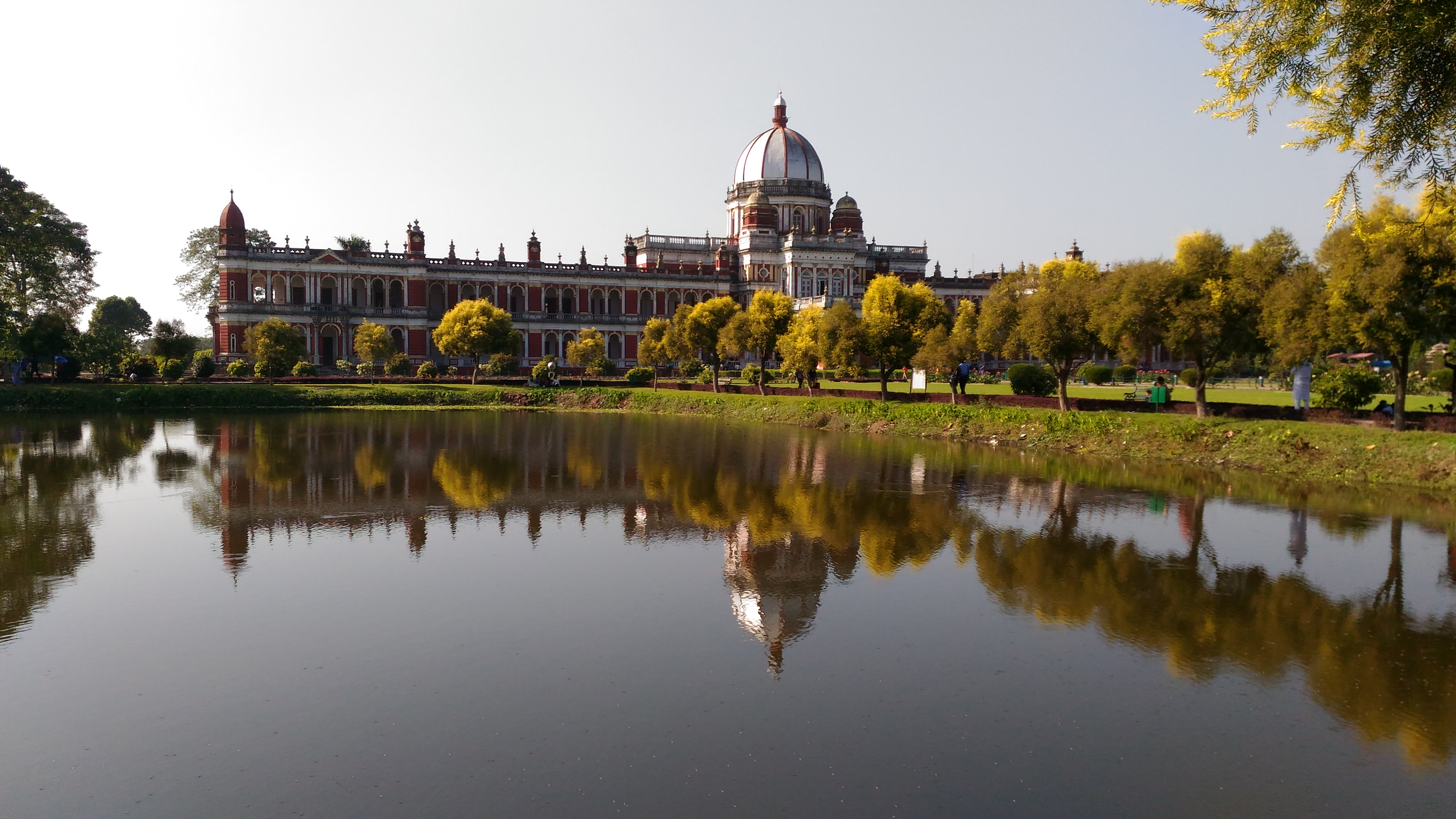